# Earl Hammond
Pour les articles homonymes, voir Hammond.
Earl Hammond est un acteur né le 17 juin 1921 et décédé en mai 2002 à New York (État de New York).

## Filmographie
- 1950 : Inside Detective (en) (série télévisée) : sergent Lane (1950-1953)
- 1953 : Valiant Lady (série télévisée) : Hal Soames (1954-1955)
- 1960 : The Clear Horizon (en) (série télévisée) : capitaine Sovine
- 1962 : Satan in High Heels
- 1966 : Technique d'un meurtre (Tecnica di un omicidio) : Frank
- 1967 : The Space Giants (série télévisée) : voix
- 1971 : Hansu Kurushitan Anderusan no sekai (voix)
- 1972 : Ultraman (série télévisée) : voix
- 1979 : Star Blazers (série télévisée) : Voices (Eps. 53-78) (voix)
- 1982 : Thunderbirds 2086 (série télévisée) (voix)
- 1985 : Cosmocats ("Thundercats") (série télévisée) : Mumm-Ra / Tug-mug / Amok (voix)
- 1985 : The Life & Adventures of Santa Claus (TV) : Santa Claus (voix)
- 1986 : SilverHawks (série télévisée) : Mon-star (voix)
- 1986 : Les Aventures des Galaxy Rangers ("The Adventures of the Galaxy Rangers") (série télévisée) : Commander Joseph Walsh / Lazarus Slade / Captain Kidd / Wildfire Cody / King Spartos (voix)
- 1988 : Gandahar : Blaminhoe (voix)
- 1993 : The Twelve Days of Christmas (TV) (voix)
- 1997 : The Secret of Anastasia (vidéo) : voix
- 1998 : Buster et Junior (vidéo) : Additional Voices (voix)